# Lago de Lesina
El lago de Lesina (del italiano: Lago di Lesina o Laguna di Lesina), situado en el norte de Apulia entre Tavoliere delle Puglie y el promontorio de Gargano es el noveno lago por tamaño de Italia y el segundo de la parte meridional del país. Tiene alrededor de 22 km de largo, una anchura media de 2,4 km y una superficie de 51,4 km².
Dos canales, Acquarotta y Schiapparo, le unen al mar Adriático, del que está separado por una duna conocida como Bosco Isola, de entre 1 y 2 km de ancho y 16 km de longitud. Numerosas corrientes proporcionan al lago un modesto suministro de agua fresca.
El lago está poblado principalmente por anguilas que proporcionan una fuente tradicional de ingresos para el pueblo de Lesina.